# 第二次インディペンデンスの戦い
第二次インディペンデンスの戦い（だいにじインディペンデンスのたたかい、英: Second Battle of Independence）は、南北戦争の終盤に入った1864年10月21日から22日、プライスのミズーリ襲撃の間におきた比較的小さな戦闘であるが、かなり激しい戦いが行われた。戦場はミズーリ州インディペンデンス市を中心にしており、現在では国際連合平和プラザ、ハリー・トルーマン鉄道操車場、ジョージ・ケイレブ・ビンガムの住居、コミュニティ・オブ・クライスト教会の寺院、公会堂、石の教会および本部がある所である。
この戦闘は南軍の スターリング・プライス少将が率いたミズーリ襲撃の行方を決定づける段階の始まりとなった。この翌日に起きたウェストポートの戦いでプライスのミズーリ軍は敗北することになった。この1年前に北軍が「一般命令第11号」を発していたので、その影響をまともに受けたジャクソン郡で起きた戦闘として、南北戦争の中でも最も劇的なものになった。
1862年には第一次インディペンデンスの戦いが起こっていた。このときも南軍の勝利で終わっていた。

## 背景
1864年秋、南軍のスターリング・プライス少将が、その上官であるエドマンド・カービー・スミス中将から、南軍のためにミズーリ州占領を試みるために派遣された。プライスは主たる目標としたセントルイスを攻撃できず、スミスの第2の作戦だったミズーリ州から西にカンザス州やインディアン準州に入って襲撃を行う作戦を実行することに決めた。その最終的な目標は、エイブラハム・リンカーン大統領が1864年11月の再選を求める選挙に負の影響を与える可能性のある北軍の物資補給所や前進基地を破壊、あるいは占領することとなった。
プライス軍は、10月15日のグラスゴーの戦い、および19日の第二次レキシントンの戦いで勝利した後、西方のカンザスシティとレブンワース砦に向けた行軍を続けた。レブンワース砦には北軍のカンザス方面軍の本部があった。プライスがミズーリ軍と名付けたその軍隊は、ジョセフ・シェルビー准将の師団を前衛にし、その後をジョン・マーマデューク准将の師団が続き、ジェイムズ・ファガン准将の師団が後衛になっていた。
プライス軍に対抗する北軍は民兵隊とアンドリュー・J・スミス少将の第16軍団に加えて、ウィリアム・ローズクランズのミズーリ方面軍から派遣されたアルフレッド・プレソントン少将の騎兵師団で構成されていた。さらにサミュエル・カーティス少将の下に新たに活性化された境界軍がプライス軍に対抗することになっていた。カーティスの軍隊は、ジェイムズ・G・ブラント少将の騎兵師団、ジョージ・W・ディーツラー少将のカンザス州民兵師団、プレソントンの騎兵師団、およびスミスの軍団からジョセフ・J・ウッズ大佐とデイビッド・ムーア大佐が指揮する歩兵2個師団で構成され、総勢は約22,000名となっていた。

## 前哨線
北軍はブラント将軍の指揮下に小さな分遣隊が戦った第二次レキシントンの戦いで敗北した後、西のインディペンデンスに向かって後退した。10月20日にはリトルブルー川の西岸で強固な防御陣地の背後に宿営した。そこはインディペンデンスの町の東約5マイル (8 km) にあり、南軍の主力を待つことにした。しかし、ブラントの上官であるカーティス将軍が、トマス・ムーンライト大佐の防衛隊を残してこの陣地を放棄し、インディペンデンスに戻るよう命令した。

## 戦闘

### 10月21日
第二次インディペンデンスの戦いは、実際にはインディペンデンス市の東端田園部で起きたリトルブルー川の戦いに繋がるものとして始まった。それは10月21日に始まり、ブラント将軍がリトルブルー川に戻り、その前日に放棄するよう命じられていたばかりの防衛陣地を再度占拠するよう命じられた。ブラントがリトルブルー川に戻ってみると、前日に指示していたとおりムーンライト大佐が既に川に架かる橋を燃やしていた。それはプライス軍の前衛隊に攻撃された後のことだった。

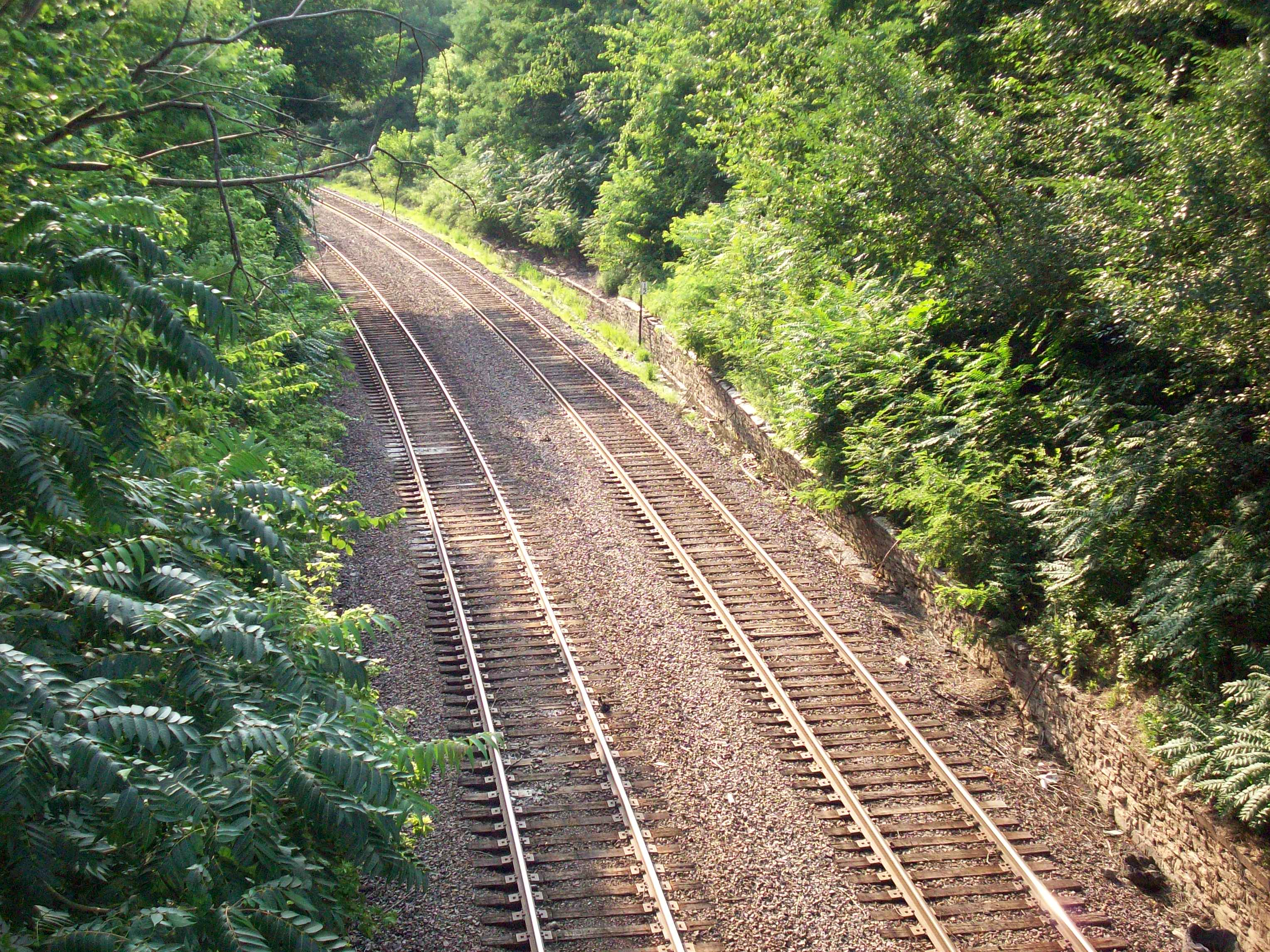
インディペンデンス市にある鉄道の切通、ここで南軍が1864年10月21日から22日の夜を宿営した。インディペンデンス市中心部のパシフィック通り沿い、ハリー・トルーマン鉄道操車場の直ぐ西数百ヤードの位置にある

プライス軍がこのときまでに戦場に到着しており、北軍と激しい戦いになった。北軍は岩の壁の背後に隠れ、攻撃する側の南軍は間の距離を全て詰めていく必要があった。しかし北軍は次第に押され気味となり、インディペンデンス市を通ってウェストポートの方角に後退した。北軍の殿軍は21日の午後を通してプライス軍の前進を抑えようとして、市内の通りで活発な戦闘が起きたが、結局全軍が市内からの退却を強いられた。プライス軍は町の中心の西側にあったまだ未完成の鉄道切通で前進を止め、その夜はそこで宿営した。
この初日の戦闘での犠牲者の中には南軍のゲリラ指導者ジョージ・M・トッドがおり、1862年の第一次インディペンデンスの戦いにも参戦して、捕虜にした北軍の士官2人を処刑したことで罪を問われていた。
夜の間も定期的に銃撃戦が起こり、互いに敵の動静を探っていた。北軍はインディペンデンスの西にあるビッグブルー川の方向への撤退を続けた。

### 10月22日
10月22日夜明け、アルフレッド・プレソントン少将の騎兵隊1万名がリトルブルー川を渡り、アーカンソー第2連隊と共に、インディペンデンスを北東から、すなわちプライス軍の背後から攻撃した。ファガンの旅団のうち2個旅団が攻撃する北軍に手荒に扱われ、市内を通って西に押し出された。そこには北軍の本隊がいた。さらに別の南軍旅団が、現在コミュニティ・オブ・クライスト教会のインディペンデンス寺院がある場所で、猛襲を跳ね返そうとしたが、プレソントンの部隊に圧倒されることとなり、逃げ延びられたのは僅かに過ぎなかった。

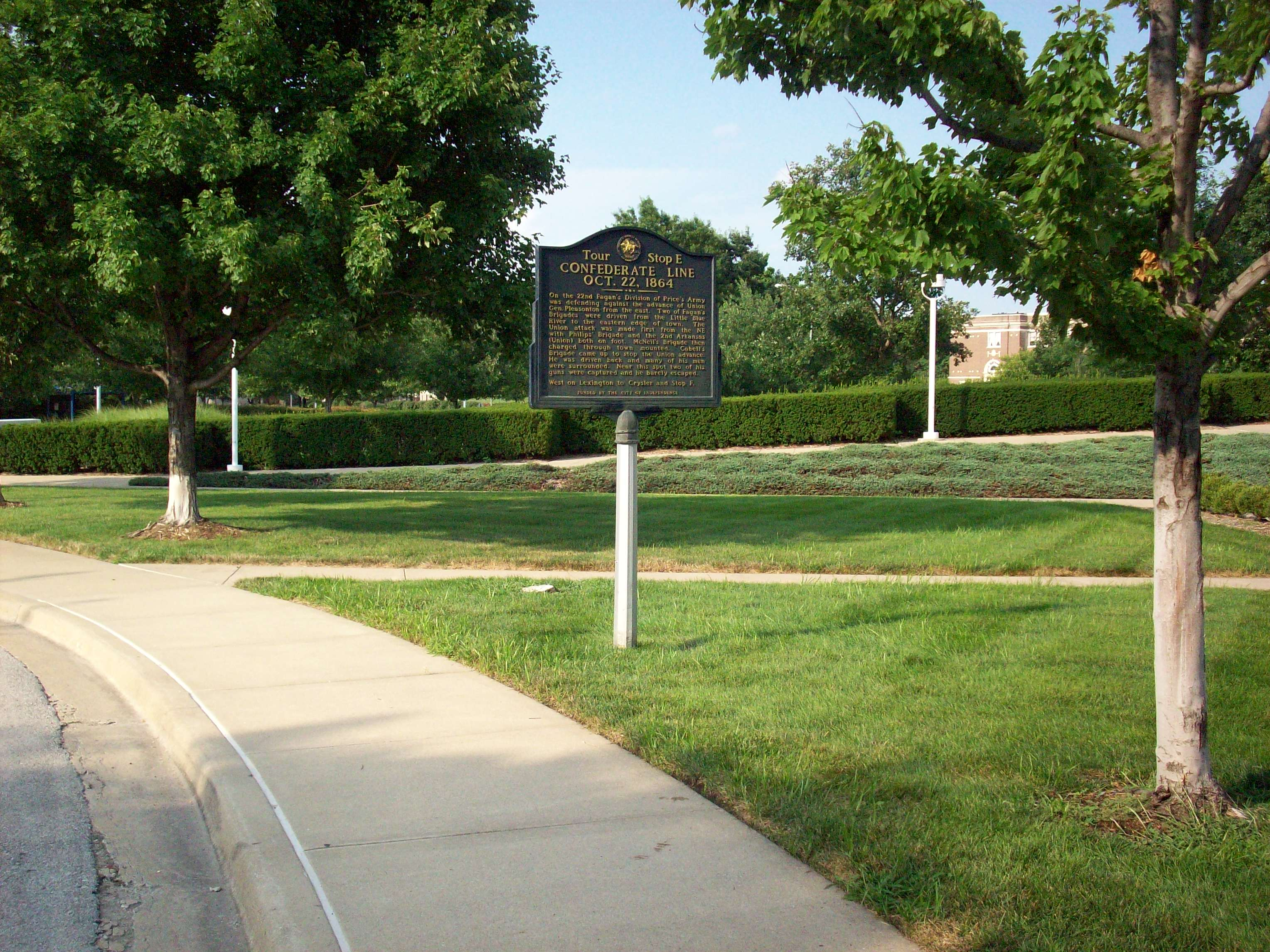
ファガン隊の前線跡地、現在はコミュニティ・オブ・クライスト教会のインディペンデンス寺院がある

しかし、北軍は最後の詰めが得られなかった。マーマデュークの師団がインディペンデンスの西約2マイル (3 km) でプレソントン隊と交戦し、北軍を押し返して10月23日の朝まで保持することができた。この戦闘の中心はインディペンデンスの西のウェストポート、現在のカンザスシティに移っていた。

## 戦いの後
この戦闘ではマーマデュークとその部隊の勇猛さによって、プライス軍は勝利を主張できたが、プレソントンの大胆な行動が悩ませることになった。プライスは軍需物資の安全性を懸念し、ビッグブルー川を越えてきていた輜重隊をフォートスコット道路沿いのリトルサンタフェに送ることになった。翌日、両軍合わせて3万名の軍隊がウェストポートの戦いで会することとなり、これに北軍が決定的な勝利を挙げて、南軍によるミズーリ州での軍事行動を終わらせることになった。